# هاروی بولاک
هاروی بولاک (به انگلیسی: Harvey Bullock) یکی از شخصیت‌های مکمل کمیک است که به شخصیت بتمن مربوط می‌شود. او یکی از بزرگ‌ترین کارآگاه‌های شهر گاتهام و دوست صمیمی کمیسر جیمز گوردون است.

## ویژگی‌ها

### شخصیت
هاروی بولاک یک پلیس خشن و زودرنچ است که گاهی معتاد به الکل و سیگار است با این که با قانون‌شکنی مشکلی ندارد و گاهی اوقات رشوه می‌گیرد و به وظیفهٔ خود عمل نمی‌کند اما از محدود افسران ادارهٔ پلیس گاتهام هست که هنوز شرافت دارد و جان انسان‌های بی گناه و حق مردم گاتهام برایش مهم است. هاروی بولاک در برخی از جاها رئیس ادارهٔ پلیس گاتهام می‌شود و لازم است ذکر شود که او یکی از کارآگاه‌های ارشد و قدیمی ادارهٔ پلیس گاتهام است او همچنین گاهی شخصیتی شوخ دارد.

## ظاهر
هاروی بولاک معمولاً یک کت خاکستری تیره و گشاد می‌پوشد و یک کلاه به سر می‌گذارد او یک مرد میانسال چاق با موهای بلند است.

## توانایی‌ها
او یک کارآگاه باهوش و باتجربه است و معمولاً پیش همهٔ باندهای تبهکاری یک آشنا دارد تا در صورت نیاز از او مشورت یا کمک بگیرد
بازیگران:دانل لوگ در سریال تلویزیونی گاتهام نقش کاراگاه بولاک را به خوبی ایفا کرد که باعث شهرت این شخصیت شد. همچنین رابین آکتین دانز و رابر کستانزو نقش هاروی بولاک را ایفا کردند.